# Malta (Montana)
Malta è un comune degli Stati Uniti d'America, capoluogo della contea di Phillips (Phillips County), nello Stato del Montana.
La popolazione era di 1 997 abitanti nel censimento del 2010.